# NAET
NAET (Nambudripad’s Allergy Elimination Technique) ist der Markenname einer pseudowissenschaftlichen Behandlungsmethode, deren Einsatz zur Linderung oder Beseitigung von Allergien und Unverträglichkeiten, sowie anderer Stressfaktoren auf körperlicher, physiologischer und emotionaler Ebene propagiert wird. Ein Nutzen dieser Methode ist medizinisch-wissenschaftlich nicht belegt und widerspricht in weiten Teilen naturwissenschaftlichen Erkenntnissen. Verschiedene medizinische Verbände raten von NAET ab, darunter die European Academy of Allergology and Clinical Immunology, die American Academy of Allergy, Asthma and Immunology, das National Institute of Allergy and Infectious Diseases, die Australasian Society of Clinical Immunology and Allergy, die Allergy Society of South Africa und das National Institute for Health and Clinical Excellence.

## Entwicklerin und Theorie
Die NAET-Methode wurde von Devi Nambudripad erfunden und wird von ihren Anhängern als eine Vereinigung von mehreren Behandlungstechniken aus verschiedenen Bereichen der alternativen und der traditionellen Medizin, wie Allopathie, Akupunktur, Chiropraktik, angewandter Kinesiologie und Ernährungslehre beschrieben.
Devi Nambudripad stammt aus Indien und ließ sich 1976 in Kalifornien nieder. Aufgrund ihrer eigenen Krankheitsgeschichte begann die Krankenschwester, eigene Heilungsansätze für Allergien zu entwickeln. Sie absolvierte Ausbildungen in Akupunktur, „orientalischer Medizin“, angewandter Kinesiologie und Chiropraktik. Sie bezeichnet sich selber als Ärztin und gibt an, seit 2002 einen „Medical Degree“ (MD) der University of Health Sciences auf der Karibikinsel Antigua zu haben. In ihrem Wohnort Kalifornien werden Abschlüsse dieser karibischen Universität vom Staat jedoch nicht anerkannt. 1983 entwickelte sie die hier beschriebene Methode.
Nambudripad definierte zahlreiche Begriffe um, so dass sie im Rahmen der NAET-Therapie eine andere Bedeutung als in der Naturwissenschaft und Medizin haben. So ist von „Energien“ die Rede, die keiner naturwissenschaftlich bekannten Energieform entsprechen. Auch den Begriff „Allergie“ deutete sie neu, wodurch dieser im Rahmen des NAET-Konzeptes im Widerspruch zur medizinischen Wissenschaft steht: „Eine Allergie ist eine widrige physische, physiologische und/oder psychologische Reaktion eines Menschen auf eine oder mehrere Substanzen, auch Allergen genannt.“
Nambudripad unterscheidet nicht zwischen Allergien, die durch IgE-Reaktionen vermittelt werden und sogenannten Unverträglichkeiten gegenüber Substanzen. Befürworter der Methode behaupten, das Gehirn weise Nahrungsmittelbestandteilen oder anderen Stoffen einen „Feind-Status“ zu, was im Sinne eines Resets in der EDV korrigiert werden müsse. Das „elektromagnetische Energiefeld“ dieser Substanzen kollidiere mit dem Energiefluss in den Meridianen des Körpers, was zu einem krankheitsauslösenden „Energiestau“ führe.

## Anwendungsgebiete
Als Anwendungsgebiete von NAET werden Allergien wie Heuschnupfen, Nahrungsmittelunverträglichkeit, Neurodermitis, aber auch Autismus, chronisches Müdigkeitssyndrom, Fibromyalgie, Diabetes, Bluthochdruck, Frauenkrankheiten, Refluxkrankheit und anderes mehr genannt. Das Immunsystem soll nachhaltig gestärkt werden, indem Stressfaktoren „gelöscht“ werden. NAET soll auch bei vielen anderen Beschwerden wie Migräne, Morbus Crohn, Hyperaktivität, Multiple Sklerose und Rheuma hilfreich sein, wissenschaftliche Belege hierfür liegen jedoch nicht vor. Die Methode wurde seit 1994 modifiziert mit einer Vielzahl von Indikationen auch auf Haustiere angewendet.

## Behandlung
Durch NAET soll mit Hilfe des als Allergietest ungeeigneten kinesiologischen Muskeltests und mit Messungen des Hautwiderstandes der auslösende Faktor der Beschwerden bestimmt werden. Die anschließende Behandlung besteht dann aus Akupunktur, Akupressur und Diätetik. Als Testsubstanzen werden Mischungen verschiedener essentieller, in der Nahrung enthaltener Substanzen verwendet. Es kommen aber auch Teströhrchen mit einer speziell entwickelten Lösung als Inhalt zur Anwendung, von denen behauptet wird, dass sie das „Schwingungsmuster“ der Originalsubstanzen enthielten und aufgrund ihrer Leitfähigkeit die elektromagnetische Ladung des Inhaltes übertragen könnten.

## Verbreitung
Der Autor Max Allan Goldberg schätzt die Zahl der Behandler auf etwa 4500: „Inzwischen verkünden eine steigende Zahl von Ärzten die Verdienste von NAET und vereinigen es in ihre Praxis, und machen es damit zu einer der am schnellsten wachsenden neuen Therapien im Bereich der alternativen Medizin. Devi Nambudripad hat mehr als 4500 Ärzte in den Vereinigten Staaten, Kanada, Europa, Australien, und Israel im Gebrauch von NAET unterrichtet und bietet fortwährend Monatsseminare im Lernen ihrer Methode interessierten Medizinern an. Es gibt Viele, die ihre NAET ganztags praktizieren, während andere es ergänzend in ihrer Praxis verwenden.“ Eine Studie deutet auf eine weite Verbreitung von NAET bei Patienten mit Nahrungsmittelallergie hin. Nach Angaben der Organisation selbst gibt mehr als 10.000 Praktizierende, wobei die meisten in Nordamerika tätig sind. In Europa wurden seit Juni 2000 mehr als 1500 Personen ausgebildet.

## Rechtlicher Status
In Deutschland sind neue Behandlungsmethoden von Ärzten und Heilpraktikern nicht genehmigungspflichtig. So fallen auch Therapien nach dem NAET-Konzept unter die generelle Therapiefreiheit und dürfen somit von Ärzten und Heilpraktikern angewendet werden. Dies besagt jedoch nichts hinsichtlich der Wirksamkeit oder Unwirksamkeit einer Methode. Von den gesetzlichen Krankenkassen werden die Kosten einer NAET-Behandlung in der Regel nicht übernommen.

## Geschäftskonzept
Die Abkürzung „NAET“ ist in der Europäischen Union seit November 1999 als Wortmarke auf die Inhaberin Devi S. Nambudripad eingetragen. Für Therapeuten, die die Methode anwenden wollen, werden gebührenpflichtige Kurse angeboten, die nach einem sechsstufigen System aufgebaut sind und deren Kosten sich pro Stufe auf etwa 500 Euro bzw. in den USA auf etwa 400 bis 600 Dollar belaufen und zum Erreichen höherer Stufen auch wiederholt werden müssen. Inhalte sind z. B. „das Auflösen emotionaler Blockaden und einschränkender Glaubenssätze im Zusammenhang mit Allergien“. Kursteilnehmer müssen bestätigen, dass sie Details der Methode nicht an Dritte weitergeben werden und sich öffentlich darüber nur in Abstimmung mit NAET Europa äußern dürfen.
Als Produkte werden Handbücher, Massagegeräte und „Vials“, (kleine Glasbehälter aus der Gruppe der Laborgeräte) und Weithalsgläser als Behältnis für diese angeboten. Darüber hinaus existiert speziell in englischer Sprache ein reiches Angebot an Buchveröffentlichungen.
In Zeitschriften für medizinische Laien wird Werbung für NAET betrieben. Da die Behandlung sich über längere Zeiträume erstrecken kann und erhebliche Behandlungskosten entstehen können, kann es zu einer längerfristigen Bindung des Patienten an den Behandler kommen.
In Deutschland existiert ein Förderverein, der sich selbst „nicht als Wohltätigkeitsverein“, sondern als Basis versteht, um das Konzept zu verbreiten und um Spenden und freiwillige Hilfeleistungen bittet.